# لویی راندو
 لویی راندو (فرانسوی: Louis Rendu‎؛ زاده ۹ دسامبر ۱۷۸۹ درگذشته ۲۸ اوت ۱۸۵۹) یک فیزیک‌دان اهل فرانسه بود.